# 青二製作
株式會社青二Production（日语：株式会社青二プロダクション／あおにプロダクション）是日本一家位於東京都港區北青山的聲優經紀公司。成立於1969年。簡稱「青二Pro」、「青二」。
至於該公司命名為「青二」的由來，因為公司總部所在地是東京都港區的「南青山2丁目」所以叫青二的說法比較有力，另外，也有由來自「青二才」（經驗淺薄的年輕男性）一詞的說法。此外該經紀公司所在大樓變遷過很多次，但是都沒有離開南青山2丁目。2019年3月現在，總部已轉移至北青山3丁目。

## 概要
1969年4月1日，由曾任東京俳優生活協同組合（俳協）經紀人（組合成員）久保進（出身於愛媛縣大洲市）創立日本首家專門從事配音的演藝事務所。基本理念是「優秀的配音員也是優秀的演員」。並有日本藝能經營管理事業者協會（設立時的成員）、日本商品化權協會加盟。
在維持聲優部門的同時，還進入旁白等其他領域擴大業務，近年也有播音員、DJ成為所屬成員。
創立的經過是久保進當時主要是以東映動畫的工作為中心，因而想創立以這個工作為中心的公司。
從創立之初的1970年代開始，青二Production（以下簡稱青二）就與東映動畫有很深的關係，一直到1990年代前半為止出演東映動畫的動畫作品的配音員大半都來自青二。過去東映動畫作品主要由青二來進行角色分配，出演名單裡可以說一定會出現「協力：青二Production」。但從1996年時開始，東映關連公司的「東映管理公司（2011年3月以前舊名東映學院）」也開始在東映動畫的作品中負責角色分配，從此不再是青二獨占。另外除了東映動畫外，青二還為Office Academy、West Cape Corporation、GALLOP、STUDIO COMET、日本日昇動畫（今日昇動畫）、葦Production（今PRODUCTION REED）及國際電影社等公司所製作的動畫進行過角色分配。在電腦遊戲領域方面，由KOEI、Falcom、Flight-Plan等公司製作的遊戲很多都是由青二的聲優負責配音。
2007年，古市利雄就任社長。
2018年2月6日，青二創辦人兼會長久保進逝去（享壽82歲）。
2019年3月18日，總部搬遷至東京都港區北青山的青山大樓。
2020年4月1日，由於體制變更，竹內健次郎就任社長。而前社長古市利雄轉任顧問。

## 所屬聲優

### 男性
| 行 - 會一太郎 - 青森伸 - 赤羽根健治 - 阿座上洋平 - 麻生智久 - 荒井聰太 - 新井良平 - 池水通洋 - 石川英郎 - 石原良 - 磯部弘 - 市川展丈 - 稻田徹 - 今村直樹 - 岩井証夫 - 岩田光央 - 江川央生 - 江原正士 - 遠藤武 - 太田真一郎 - 大坪康亮 - 大場真人 - 岡本寬志 - 小川慎太郎 - 置鮎龍太郎 - 奧幸典 - 織田優成 - 落合隼亮 - 落合福嗣 - 小野坂昌也 | 行 - 掛川裕彥 - 風間信彥 - 谷雄太 - 蟹江俊介 - 金子英彥 - 金光祥浩 - 金本涼輔 - 神谷浩史 - 河內孝博 - 川津泰彥 - 神奈延年 - 私市淳 - 岸尾大輔 - 岸野幸正 - 北川米彥 - 桐本拓哉 - 銀河萬丈 - 草尾毅 - 神島正和 - 幸野善之 - 小林俊夫 - 小林通孝 - 五味洸一 行 - 阪 - 井易直 - 阪口大助 - 口哲夫 - 坂田將吾 - 佐佐千春 - 佐佐木望 - 佐藤朝問 - 佐藤正治 - 佐藤佑暉 - 里內信夫 - 侍幸太郎 - 鹽屋浩三 - 柴田秀勝 - 島崎信長 - 島田敏 - 菅沼久義 - 菅谷勇 - 鈴木博紀 - 鈴木賢 | 行 - 高塚正也 - 高戶靖廣 - 高橋裕吾 - 高村保裕 - 竹內良太 - 竹本英史 - 龍田直樹 - 田中秀幸 - 田中大文 - 田中亮一 - 田邊幸輔 - 谷昌樹 - 千葉俊哉 - 寺本勳 - 德山靖彥 - 戶谷公人 行 - 中井和哉 - 中尾良平 - 中根徹 - 滑川洋平 - 西保 - NEW YOUNG - 沼田祐介 - 根本幸多 - 野島健兒 - 野島裕史 - 野田圭一 - 乃村健次 行 - 橋詰知久 - 服部潤 - 服部想之介 - 服卷浩司 - 半田裕典 - 馬場圭介 - 平井啓二 - 平野正人 - 廣中雅志 - 深川和征 - 福原耕平 - 藤本隆宏 - 古川登志夫 - 古谷徹 - 寶龜克壽 - 堀秀行 - 堀之紀 - 堀井真吾 | 行 - 增谷康紀 - 真地勇志 - 松風雅也 - 松原大典 - 松本和也 - 松本考平 - 松山鷹志 - 真殿光昭 - 三浦祥朗 - 綠川光 - 宮城志紀人 - 三宅淳一 - 宮俊藏 - 宮崎寬務 - 宮原弘和 - 森岳志 - 森田成一 行 - 山口太郎 - 山崎岳彥 - 山田真一 - 山本圭一郎 - 吉水孝宏 行 - 龍谷修武 行 - 渡邊武彥 |

### 女性
| 行 - 相澤舞 - 淺野真澄 - 新千惠子 - 厚地彩花 - 有島萌優 - 安西英美 - 伊倉一惠 - 石橋桃 - 泉久實子 - 一龍齋貞彌 - 一木千洋 - 伊藤加奈惠 - 井上富美子 - 井上麻里奈 - 井上美紀 - 井上里奈 - 上田瞳 - 上村典子 - 鵜飼久美子 - 牛田裕子 - 內海安希子 - 浦和惠 - 宇和川惠美 - 江森浩子 - 遠藤智佳 - 大越多佳子 - 大空直美 - 大和田仁美 - 奧以桃子 - 奧谷楓 - 小倉舞子 行 - 嘉數由美 - 柿沼紫乃 - 陰山真壽美 - 笠原留美 - 片石千春 - 金子有希 - 鹿野優以 - 田梢 - 川口宰曜子 - 川島美菜子 - 川美雪 - 川名真知子 - 北濱晴子 - 金月真美 - 克里斯泰勒·夏裡 - 桑島法子 - 國府田麻理子 - 高野麻里佳 - 香里有佐 - 小松由佳 - 小松里歌 - 小山茉美 - 小山裕香 - 今野宏美 | 行 - 齊木美帆 - 齋藤彩夏 - 齊藤貴美子 - 齋藤靜江 - 齊藤佑圭 - 佐倉綾音 - 佐佐木愛 - 佐佐木亞紀 - 木綾子 - 佐藤朱 - 佐藤智惠 - 澤城美雪 - 鹽山由佳 - 鹿野潤 - 方淳子 - 下地紫野 - 庄司宇芽香 - 白石涼子 - 進藤尚美 - 杉山佳壽子 - 鈴木渢 - 鈴木真仁 - 鈴木麻里子 - 鈴木實里 - 須藤祐實 - 住友七繪 - 住友優子 - 關根有 - 外川大花 - 祖山桃子 行 - 高木早苗 - 高島雅羅 - 高橋花林 - 多岐川真里子 - 竹田佳央里 - 立野香菜子 - 田中榮理奈 - 田中真弓 - Chiko - 津賀有子 - 美優 - 津田美波 - 坪井章子 - 津村真琴 - 鶴田真希 - 鐵炮塚葉子 - 寺瀨今日子 - 照井春佳 - 戶塚利繪 - 富澤美智惠 - 豐嶋真千子 - 頓宮恭子 | 行 - 中友子 - 中島千里 - 中村尚子 - 中山沙羅 - 長江里加 - 長久友紀 - 南場千繪子 - 二木靜美 - 西川宏美 - 西田裕美 - 西原久美子 - 野口百合 - 野澤雅子 - nona - 野中藍 行 - 萩森侚子 - 花房里枝 - 板東愛 - 疋田由香里 - 久川綾 - 日比愛子 - 平尾明香 - 平野文 - 廣津佑希子 - 廣橋涼 - 藤井幸代 - 藤野朋子 - 藤卷惠理子 - 堀江美都子 - 堀越真己 | 行 - 前田愛 - 前田綾香 - 前田沙耶香 - 前田千亞紀 - 牧島有希 - 摩味 - 滿仲由紀子 - 三上枝織 - 御崎朱美 - 水城麗奈 - 水澤史繪 - 水田山葵 - 溝上真紀子 - 三田友子 - 皆口裕子 - 宮川美保 - 森下由樹子 行 - 安井繪里 - 柳井久代 - 柳澤三千代 - 山口奈奈 - 山口繭 - 山口由里子 - 山崎和佳奈 - 山下惠理子 - 山下麻美 - 山中圓 - 山本百合子 - 山盛由果 - 湯淺真由美 - 悠木碧 - 優佳 - 羊宮妃那 - 吉川未來 - 吉村那奈美 - 米本千珠 行 - 劉婧犖 - 麗美 - 蓮·哈特 行 - 和多田美咲 - 渡邊菜生子 - 渡邊美佐 - 渡邊友里江 |

### Junior所屬
| 行 - 淺野良介 - 淺見泰生 - 蘆田萌奈 - 安立陽介 - 天希佳音 - 安室志穗 - 新井遙夏 - 荒木唯織 - 石川拓也 - 石塚瑞姬 - 板野光步 - 稻葉風太 - 稻岡晃大 - 井上寧子 - 今川稀 - 上杉華子 - 宇津宮千穗 - 宇野翔真 - 榎本蓮 - 江畠洋平 - 大久保舞子 - 岡﨑陽平 - 岡本彩夏 - 岡本卓也 - 小倉舞子 - 尾高慶安 - 小平桃歌 - 小野元春 行 - 春日櫻 - 影山優亞 - 片貝直生 - 角倉英里子 - 川口櫻 - 川口莉奈 - 菅野哲平 - 橘内良平 - 木村圭吾 - 木村真悠 - 久下知秋 - 草野太一 - 國枝慧 - 熊谷主樹 - 倉木理帆 - 後藤惠里菜 - 權內隆介 | 行 - 齊藤明日美 - 田惠理歌 - 田將吾 - 阪本久瑠實 - 佐藤悠雅 - 篠塚理子 - 清水健佑 - 下川幸乃 - 白澤由梨 - 新保玲 - 園田翔 行 - 高田哲樹 - 匠 - 田口奏彌 - 竹內大生 - 竹田海渡 - 田中啟太郎 - 田中沙耶 - 田中章貴 - 田邊幸輔 - 玉田志織 - 椿佑子 - 鶴野有紗 - 寺崎千波也 - 寺田瑞希 - 寺元七都子 - 富岡佑介 - 冨田華奈 - 土井飛雄馬 行 - 中井允 - 中村光樹 - 夏目妃菜 - 西村俊樹 - 根本京里 | 行 - 橋本慶 - 長谷川天音 - 羽田茉夏 - 服部友香 - 早領晏 - 林美 - 日向朔公 - 廣岡璃奈 - 廣瀨有紀 - 福井爽香 - 藤澤獎 - 古川將樹 - 古里紗希 - 外尾謙吾 - Volcano太田 行 - 增永萌子 - 松嶌杏實 - 間宮香 - 丸岩明日香 - 丸口 - 水田新菜 - 水野絢渡 - 三野雄大 - 宮園拓夢 - 宮田海地 - 宮部祐磨 - 三好五月 - 元吉有希子 - 森本太登 - 森本千尋 | 行 - 八木沼凌 - 谷駿溫 - 山下步 - 山田真理惠 - 山根綺 - 吉永理沙 行 - 渡邉遙香 |

## 過往所屬聲優
下面包含了該經紀公司官網（於「In Memorial」列出）在籍中過世的男性、女性聲優。

### 男性
| 行 - 青野武（在籍中死去） - 安崎求（現所屬：Horipro） - 梓欣平（在籍中死去） - 雨森雅司（在籍中死去） - 石塚運昇 (在籍中死去) - 石原朋典 - 石丸博也（現所屬：Production baobab） - 井上和彥（現所屬：B-Box代表董事） - 井上隆之（引退） - 井上真樹夫（在籍中死去） - 井野優（現所屬：POWER RISE） - 遠藤守哉（自由職業） - 大石達也（自由職業） - 大倉正章（現所屬：81 Produce） - 大島將哉 - 大竹宏（現所屬：81 Produce） - 大塚周夫（在籍中死去） - 大友龍三郎（自由職業） - 大森章督（現所屬：Aksent） - 緒方賢一（現所屬：Office海風） - 小川真司（移籍Herring-bone之後於在籍中死去） - 小倉直寬（現所屬：RME） - 小原雅人（自由職業） 行 - 角田雄二郎（現所屬：Production Ace） - 原彰 - 加藤治（移籍希樂星之後於在籍中死去） - 加藤健（現所屬：Across Entertainment） - 蟹江榮司（在籍中死去） - 金內吉男（在籍中死去） - 金光宣明（現所屬：81 Produce） - 神谷明（現所屬：羽商事代表） - 加茂喜久（移籍東京俳優生活協同組合之後於在籍中死去） - 家弓家正（移籍81 Produce之後於在籍中死去） - 川上晃二（現所屬：WITH LINE） - 北谷彰基（引退） - 木下尚紀（現所屬：Kenyu Office） - 肝付兼太（移籍81 Produce之後於在籍中死去，劇團21世紀FOX主宰） - 基頓山田（現所屬：remax） - 岐部公好（現所屬：Production-tanc） - 黑田崇矢（現所屬：AXL ONE） - 河本啟佑（現所屬：Production Ace） - 鄉里大輔（在籍中死去） - 小杉史哉（引退） 行 - 熊孝彥（自由職業） - 本正吾（作為編劇活動） - 井雄吾（現所屬：Gyura） - 田貴之（現所屬：ARTSVISION） - 鹽澤兼人（在籍中死去） - 鹽屋翼（現所屬：Pro-Fit，也作為音響監督活動） - 柴崎幸一（引退） - 島英津夫 - 俊介（在籍中死去） - 下村基治 - 生野文治（現所屬：Axto Production） - 鈴木貴宏（引退） - 鈴森勘司（現所屬：Bookslope） - 曾我部和恭（引退後死去） | 行 - 高崎拓郎（自由職業） - 高橋剛 - 瀧下毅（在籍中死去） - 辰浦亮（自由職業） - 田中一成（在籍中死去） - 田中和實（在籍中死去） - 田中太郎（移籍SuperShark Entertainment之後引退） - 田中康郎（移籍九Production之後於在籍中死去） - 谷間聖司（現所屬：ASSEMBLE HEART） - 田野中勇（在籍中死去） - 砥出惠太 - 東條大輔（現所屬：YSK） - 戶北宗寬（現所屬：C·FOLDER） - 戶谷公次（在籍中死去） - 戶松拳也（自由職業） - 土門仁（現所屬：Little Portal （页面存档备份，存于）） - 富田耕生（移籍Production Baobab之後於在籍中死去） - 富山敬（移籍Production Baobab之後於在籍中死去） 行 - 中江真司（在籍中死去） - 中尾巖雄（現所屬：懸Production） - 永井一郎（在籍中死去） - 難波圭一（現所屬：藤賀事務所） - 新田大空（現所屬：Fortuna Promotion） - 野島昭生（現所屬：Sigma Seven） 行 - 長谷三治（轉身成自由職業之後死去） - 濱野雅嗣（引退） - 速水獎（現所屬：Rush Style代表董事） - 半田雅和（在籍中死去） - 日置秀馬（自由職業） - 久松保夫（青二塾初代塾長，在籍中死去） - 福山潤（現所屬：BLACK SHIP代表） - 藤原勝也（自由職業） - 堀曜宏（現所屬：Across Entertainment） - 堀江一真（現所屬：Aksent） - 堀川亮（現所屬：Aslead Company代表董事） 行 - 前田邦宏 - 增尾興佑 - 松尾銀三（成立銀Production之後於在籍中死去） - 松島廣明 - 松村幸洋 - 松本大督 - 丸田嶺（現所屬：Crocodile） - 水島裕（現所屬：Production Ace） - 三矢雄二（現所屬：Combination） - 宮內幸平（在籍中死去） - 麥人（現所屬：馬鈴薯村代表） - 村上京 - 森功至（現所屬：PLUS-ONE COMPANY （页面存档备份，存于）） - 松野太紀（在籍中死去) 行 - 矢田耕司（在籍中死去） - 八奈見乘兒（在籍中死去） - 山口健（成立OYS Produce之後於在籍中死去） - 屋良有作（現所屬：Vi-vo代表董事） - 湯淺剛士（現所屬：CASE ENTERTAINMENT （页面存档备份，存于）） - 吉崎亮太（現所屬：al-share） 行 - 渡邊篤（在籍中死去） - 渡邊和彥（現所屬：voicegarage） |

### 女性
| 行 - 青山美帆 - 阿川涼 - 淺井淑子（現所屬：81 Produce） - Ashir（自由職業） - 安達麻里（現所屬：Aksent） - 阿部道子 - 天神桃子 - 天野亞希子（自由職業） - 雨宮一美（引退） - 荒川美奈子 - （現所屬：Michelle Entertainment） - 池田千草 - 池邊久美子（現所屬：Across Entertainment） - 石黑千尋（現所屬：！董事） - 石橋美佳 - 上岡麻佳 - 植木秀美 - 植村友美 - 榎本充希子 - 遠藤晴（在籍中死去） - 遠藤美彌子 - 大河內雅子（自由職業） - 大塚瑞惠（自由職業） - 大野由佳（引退） - 大野麻里奈（現所屬：ATELIER PEACH） - 大村歌奈（現所屬：D-COLOR） - 大本真基子（現所屬：Atomic Monkey） - 岡田加奈子（現所屬：Office Watanabe） - 緒方惠美（自由職業、NEVERLAND ARTS（業務提攜）） - 岡本麻見（自由職業） - 岡本奈美（現所屬：Across Entertainment） - 小串容子（引退） - 小口久仁子（現所屬：Production-tanc） - 小田美智子（引退） - 小野綾子 - 小野寺麻理子（引退） - 小原乃梨子（現所屬：81 Produce） - 大山羨代（現所屬：Actors 7 （页面存档备份，存于）） 行 - 金田朋子（現所屬：Across Entertaiment） - 蟹江梨麻 - 神山雅美 - 川上莉央 - 川島千代子（引退） - 川田妙子（自由職業） - 川浪葉子（在籍中死去） - 神田朱未（自由職業） - 金香里（現所屬：animo produce （页面存档备份，存于）） - 美波和嘉菜（現所屬：響） - 神山裕紀（現所屬：Mausu Promotion） - 小室洋子（現所屬：VOICE Pro. arc-en-ciel） - 後藤友香里 行 - 齊藤庄子（引退） - 元奈月（現所屬：AS企劃） - 佐佐木智代（現所屬：東京俳優生活協同組合） - 佐藤麻子（現所屬：81 Produce） - 里村奈美 - 澤口千惠（自由職業） - 椎葉麻理江（舊藝名：伊藤麻理江，引退） - 靜木亞美 - 柴田由美子（現所屬：81 Produce） - 島田知美 - 島本須美（自由職業） - 清水鞠（現所屬：81 Produce） - 莊真由美（現所屬：KeKKe Corporation董事） - 白石冬美（移籍賢Production之後於在籍中死去） - 杉原睦 - 杉山綾菜（自由職業） - 杉本沙織（在籍中死去） - 鈴木麗子（現所属：Office PAC） - 鈴木富子（在籍中死去） - 隅廣洋子 - 關根明子（現所屬：RME） - 瀨戶真由美（引退） - 佐藤聰美（現所屬：AXL ONE） | 行 - 平良亞弓（引退） - 高木友子 - 高田依里子 - 高橋智秋（自由職業） - 高梁碧（現所屬：Kenyu Office） - 高橋美衣（引退） - 髙橋涼子 - 高松由香（引退） - 達依久子 - 田中真知子（自由職業） - 谷下由佳（現所屬：Max Mix） - 丹下櫻（現所屬：Picnic） - 千千松幸子（現所屬：81 Produce） - 塚瀨紀子（在籍中死去） - 津田延代（在籍中死去） - 土屋實紀（自由職業） - 土谷百合香 - 鶴弘美（在籍中死去） - 藤堂真衣（現所屬：賢Production） - 冬馬由美（現所屬：ALLURE&Y （页面存档备份，存于）代表） - 戶田惠子（現所屬：LOOK UP） - 戶田真衣子 - 外村茉莉子（自由職業） - 富岡美沙子（現所屬：Across Entertainment） - 富田沙織（現所屬：aptepro） - 友永朱音（現所屬：AXL ONE） 行 - 中澤薰 - 中谷有美 - 中西妙子（自由職業） - 中西悠（現所屬：Stardas 21） - 中野聖子（引退） - 名賀亞美（現所屬：AIR AGENCY） - 永澤菜教（現所屬：KeKKe Corporation） - 長由美（現所屬：劇團森羅萬笑、劇團夏日大三角形、劇團tea for two） - 梨羽侑里 - 新山志保（在籍中死去） - 西川真美（現所屬：Across Entertainment） - 西口有香（現所屬：TAB Production） - 西野陽子（自由職業） - 西村麻彌（現所屬：amuleto） - 沼澤僚子（自由職業） - 根橋美繪子（自由職業） - 野田順子（自由職業） - 野村道子（現所屬：賢Production總經紀人） - 永島由子（現所屬：amuleto） 行 - 羽瀨繪里奈（現所屬：松竹藝能（）） - 原榮里子（自由職業） - 原美由紀（現所屬：Production Baobab） - 原燈（現所屬：東京俳優生活協同組合） - 高杉薰 (現所屬：Still Wood Garden） - 潘惠子（現所屬：Just Production） - 半谷君枝（引退） - 平尾陽子 - 深居美佐（現所屬：MISA MUSIC STUDIO （页面存档备份，存于）主宰） - 福井美樹（引退） - 藤香織（自由職業） - 藤田淑子（在籍中死去） - 古山步（現所屬：Cosmo-Space） - 本多知惠子（在籍中死去） 行 - 前田綾乃 - 前田近美（自由職業） - 間里美（引退） - 增山江威子（在籍中死去） - 町井美紀 - 町風佳奈 - 松岡美佳（現所屬：Troubadour音樂事務所） - 松島實（在籍中死去） - 摩利按世（在籍中死去） - 丸山未沙希（現所屬：懸Production） - 水谷優子（在籍中死去） - 南山裕希（現所屬：ALBA） - 美馬利惠子 - 向井真理子 - 武藤禮子（在籍中死去） - 村田博美（現所屬：Aksent） - 望月三有 - 森田惠 - 三輪勝惠（在籍中死去） - 金魚和嘉菜（現所屬：Galaxy Promotion） 行 - 八木田真樹（自由職業） - 安田早希 - 安田美和 - 柳瀨夏美（自由職業） - 柳原利香（現所屬：EARLY WING） - 矢之川陽子（現所屬：Production-tanc） - 山下亞矢香（現所屬：ARTSVISION） - 山下繪里香 - 山本圭子（在籍中死去） - 山田榮子（現所屬：81 Produce） - 山田恭子（現藝名：山田，現所屬：81 Produce） - 山野智子（現所屬：ask music （页面存档备份，存于）） - 結城惠（現所屬：KeKKe Corporation） - 吉倉萬里（現在作為職業麻將選手活動） - 芳野日向子（引退） - 吉田愛理 - 吉田理保子（引退，現職D-COLOR經理） - 吉竹範子 - 吉原夏樹 行 - 渡邊未來 |

## 青二博物館“Voisphere”
為紀念創立30週年，從1998年8月到2003年3月為止利用新宿區細工町牛込神樂坂站附近的神樂坂分室1樓開設的資料館。名為“Voisphere”，意為「聲之殿堂」的Voice和Sphere組合起來的自造詞。
還兼作為聲優相關的商品店和活動會場。除了舉辦朗讀會和所屬聲優的FANCLUB活動外，2000年放送的廣播節目「這裡是大江戶神樂坂」（主持人：松野太紀、有島萌優，由關西電台放送）的收錄也在此進行。有時也有剛從青二塾畢業的Junior所屬聲優每天輪流來進行談話秀。
曾販賣各種各樣的商品，而其中收錄了人氣聲優聲音的鬧鐘（製造公司：Rhythm時計工業）是最有人氣的商品之一，每次博物館舉辦活動後聲優和台詞的變化都隨之增加，可以把鬧鐘帶到博物館讓工作人員收錄別的聲優的聲音和台詞。這鬧鐘也曾經被東京電視台的綜藝節目《出沒！廣告街天堂》介紹。
鎮坐在入口處的黑色吉祥物的名字是從來館者以及FANS中公開募集的，是由意為娛樂的（Amuse）和（青二博物館）得來的。在博物館後期，這個吉祥物也在網絡電視節目（主持人：草尾毅、金月真美）中登場，另外還曾設計有非官方的女性版「子」。

## 相關公司
- 青二塾（附設培訓學校）

## 東映動畫製作合作作品
1970年代
- 阿帕契棒球軍（日语：アパッチ野球軍）（1971年）
- 惡魔人（1972年）
- 無敵鐵金剛Z（1972年）
- 巴比倫2世（1973年）
- 玲瓏三勇士（1973年）
- （1973年）
- Dororon炎魔君（1973年）
- 甜心戰士（1973年）
- 精靈採訪隊Calimero（1974年）
- 蓋特機器人（1974年）
- 金剛大魔神（1974年）
- 仙女下凡（1974年）
- 一休和尚（1975年）
- 金剛戰神（1975年）
- 蓋特機器人G（1975年）
- 少年德川家康（1975年）
- 鋼鐵吉克（1975年）
- 小甜甜（1976年）
- 大空魔龍（1976年）
- 飛鷹一號（1976年）
- 陰陽電磁俠（1976年）
- 神威賽車手（1977年）
- 霹靂日光號（1977年）
- 鐵臂馬魯斯（1977年）
- 無敵巴拉達（1977年）
- 宇宙海賊哈洛克船長（1978年）
- 太空西遊記（1978年）
- 銀河鐵道999（1978年）
- 太空突擊隊（1978年）
- 花仙子（1979年）
- 圓桌騎士物語 燃燒吧亞瑟（1979年）

1980年代
- 魔法少女拉拉貝爾（1980年）
- 燃燒的亞瑟 白馬的王子（1980年）
- 新竹取物語 千年女王（1981年）
- 虎面人二世（1981年）
- 怪博士與機器娃娃 (1981年版)（1981年）
- 你好！珊蒂貝爾（日语：ハロー!サンディベル）（1981年）
- {怪博士與機器娃娃 企鵝村英雄傳說（1982年）
- 大口妹（日语：あさりちゃん）（1982年）
- 機甲艦隊Dairugger XV（1982年）
- 我是妙殿下！（日语：パタリロ!）（1982年）
- The♥南瓜酒（1982年）
- 我們的青春阿爾卡迪亞 無限軌道SSX（日语：わが青春のアルカディア 無限軌道SSX）（1982年）
- （1982年）
- 騎士愛我（日语：愛してナイト）（1983年）
- 金肉人（1983年）
- 停止!! 雲雀（1983年）
- 光速電神阿爾貝加斯（1983年）
- 伏魔小旋風（1983年）
- 夢戰士WING-MAN（日语：ウイングマン）（1984年）
- 小金毛（日语：Gu-Guガンモ）（1984年）
- 北斗神拳（1984年）
- 高帽子的梅莫兒（1984年）
- 電腦戰士雷薩里昂（1984年）
- 鬼太郎 第3作（1985年）
- 金比羅小子（日语：コンポラキッド）（1985年）
- 俏皮小百寶（1985年）
- 一氣人（日语：剛Q超児イッキマン）（1986年）
- 銀牙 -流星 銀-（1986年）
- 聖鬥士星矢（1986年）
- 七龍珠（1986年）
- 楓葉鎮物語（1986年）
- 假面忍者 赤影（1987年）
- 新楓葉鎮物語 棕櫚鎮篇（1987年）
- 北斗神拳2（1987年）
- 變形金剛：頭領戰士（1987年）
- 聖魔大戰（1987年）
- 淑女小琳!!（日语：レディ!!#レディレディ!!）（1987年）
- 變形金剛：超神 Master Force（1988年）
- 鬥將！！拉麵男（1988年）
- 魁!!男塾（1988年）
- 甜蜜小天使 (1988年版)（1988年）
- 妳好！淑女小琳（日语：レディ!!#ハロー！レディリン）（1988年）
- 惡魔君（1989年）
- 西瓜皮先生（1989年）
- 新仙魔大戰（1989年）
- 變形金剛V（1989年）
- 七龍珠Z（1989年）
- 魔法使莎莉 (1989年版)（1989年）

1990年代
- 夠了！阿太郎 (1990年版)（日语：もーれつア太郎）（1990年）
- 神通小精靈（1990年）
- 金魚注意報（1991年）
- 金肉人 金肉星王位爭奪篇（1991年）
- 蓋特機器人號（1991年）
- 勇者鬥惡龍 達伊的大冒險（1991年）
- 美少女戰士（1992年）
- 超仙魔大戰（1992年）
- 足球風雲（1993年）
- GS美神（1993年）
- 灌籃高手（1993年）
- Little Twins（日语：リトルツインズ） TV版（1993年）
- 美少女戰士R（1993年）
- 橘子醬男孩（1994年）
- 真拳傳說（日语：真拳伝説タイトロード）（1994年）
- 美少女戰士S（1994年）
- 空想科學世界（1995年）
- 近所物語（1995年）
- 動畫世界的童話（日语：世界名作童話シリーズ ワ〜ォ!メルヘン王国）（1995年）
- 美少女戰士SuperS（1995年）
- 鬼太郎 第4作（1996年）
- 靈異教師神眉（1996年）
- 七龍珠GT（1996年）
- 美少女戰士Sailor Stars（1996年）
- 怪博士與機器娃娃 (1997年版)（1997年）
- 守護月天！（1998年）
- 遊☆戲☆王 第1作（1998年）
- ONE PIECE（1999年）

2000年代
- 勝負師傳說 哲也（2000年）
- 爆裂戰士戰藍寶（2000年）
- 野野子（日语：ののちゃん）（2001年）
- 警車奇戀（日语：ピポパポパトルくん）（2001年）
- Kanon (第1作)（2002年）
- 金肉人II世（2002年）
- 釣魚迷日記（2002年）
- 空中大師（日语：エアマスター）（2003年）
- 鼻毛真拳（2003年）
- 金肉人II世 ULTIMATE MUSCLE（2004年）
- 冒險王比特（2004年）
- 熱拳本色1（2004年）
- 新宇宙飛龍（2005年）
- 異域傳說 The Animation（2005年）
- 冒險王比特EX（2005年）
- 飛天小女警Z（2006年）
- 金肉人II世 ULTIMATE MUSCLE2（2006年）
- 神樣家族（2006年）
- 貧窮姊妹物語（2006年）
- 怪 ～ayakashi～（2006年）
- 銀色的Olynssis（日语：銀色のオリンシス）（2006年）
- 熱拳本色1 ～日美決戰篇～（2006年）
- 真仙魔大戰（2007年）
- 鬼太郎 第5作（2007年）
- 旁邊的兒童 我的火腿組（日语：はたらキッズ マイハム組）（2007年）
- 物怪（2007年）
- 墓場鬼太郎（2008年）
- 洋葱和尚朝太郎（日语：ねぎぼうずのあさたろう）（2008年）
- 怪談餐廳（2009年）
- 七龍珠改（2009年）

2010年代
- 熱拳本色1 ～影道篇～（2010年）
- 數碼寶貝合體戰爭（2010年）
  - 數碼寶貝合體戰爭 ～邪惡的死亡指揮官與七個王國～（2011年）
  - 數碼寶貝合體戰爭 穿越時空的少年獵人們（2011年）
- 熱拳本色1 世界大會篇（2011年）
- 聖鬥士星矢Ω（2012年）
- 探險托里蘭托（2012年）
  - 探險托里蘭托 -千年真寶-（2013年）
- 機械少女Z（2014年）
- 天雷爭霸：復仇者聯盟
- 相撲力士!! 松太郎（日语：のたり松太郎）（2014年）
- 境界觸發者（2014年）
- 七龍珠超（2015年）
- 正確的卡多（2017年）

## 國際電影社製作合作作品
- 葦Production共同製作作品
  - 小鯨魚（日语：くじらのホセフィーナ）（1979年）
  - 摔倒騎士德拉曼查（日语：ずっこけナイトドンデラマンチャ）（1980年）
  - 宇宙戰士巴魯迪奧斯（1980年）
  - 雙胞胎的萌趣趣（日语：モンチッチ）（1980年）
- 機甲孖寶（日语：めちゃっこドタコン）（1981年）
- 若草物語（日语：若草の四姉妹）（1981年）
- 甜甜的美妙冒險（日语：ハニーハニーのすてきな冒険）（1981年）
- 銀河旋風突擊隊（1981年）
- 魔境傳說阿克洛班奇（1982年）
- 阿波羅之女（1982年）
- 銀河烈風幕臣我（1982年）
- 銀河疾風流離我（1983年）
- 亞空大作戰斯蘭格爾（1983年）
- 奈奈子SOS（日语：ななこSOS）（1983年）
- 宗谷物語（日语：宗谷物語）（1984年）
- 雙子鷹（日语：ふたり鷹）（1984年）

## 其它公司製作合作作品（東映動畫以外作品）
- 東映（本社）
  - 骷髏13（日语：ゴルゴ13 (1973年の映画)）（1973年）
  - 機器刑事（1973年）
  - 加油!! 小露寶（1974年）
  - 伏魔三劍俠（1975年）
  - 超神三戰士（1976年）
  - 超電磁機器人 孔巴德拉V（1976年）
  - 冰河戰士（1977年）
  - 粉紅女郎物語（日语：ピンクレディー物語 栄光の天使たち）（1978年）
  - 人造人009 (1979年版)（1978年）
  - 百獸戰隊牙吠連者（2001年）
- Office Academy、West Cape Corporation（日语：西崎義展#関連企業）作品
  - 海王子（1972年）
  - 宇宙戰艦大和號系列
    - 宇宙戰艦大和號（1974年、1977年）
    - 再見了，宇宙戰艦大和號 愛的戰士們（日语：さらば宇宙戦艦ヤマト 愛の戦士たち）（1978年）
    - 宇宙戰艦大和號2（1978年）
    - 宇宙戰艦大和號 新的旅程（1979年）
    - 永遠的大和號（1980年）
    - 宇宙戰艦大和號III（1980年）
    - 宇宙戰艦大和號 完結篇（1983年）

  - 宇宙空母藍諾亞（日语：宇宙空母ブルーノア）（1979年）
  - （1980年）
  - 光子帆船星光號奧丁（日语：オーディーン 光子帆船スターライト）（1985年）
- 角川電影
  - 幻魔大戰（日语：幻魔大戦 (映画)）（1983年）
  - 少年肯尼亞（1984年）
  - 神劍（1985年）
  - 羅德斯島戰記（1990年）
- 日本日昇動畫作品
  - 無敵超人桑波特3（1977年）
  - 無敵鋼人泰坦3（1978年）
  - 機動戰士鋼彈（1979年）
  - 傳說巨神伊甸王（1980年）
  - 無敵機器人 托萊達G7（1980年）
  - 最強機器人大王者（1981年）
- 三麗鷗作品
  - 神奇獨角馬（日语：ユニコ）（1981年）
  - 天狼星的傳說（日语：シリウスの伝説）（1981年）
- STUDIO COMET作品
  - 高校！奇面組（日语：ハイスクール!奇面組）（1985年）
  - 之後頓珍漢（日语：ついでにとんちんかん）（1987年）
  - 名門！第三野球部（日语：名門!第三野球部）（1988年）
  - 勇者鬥惡龍（1989年）
  - 校園七大不可思議神秘事件（日语：ハイスクールミステリー学園七不思議）（1991年）
  - 小小男子漢（1992年）
  - （1992年）
  - 足球小將翼J（1994年）
- 魯邦三世系列
  - 魯邦三世 (TV第1系列)（1971年）
  - 魯邦三世 (TV第2系列)（日语：ルパン三世 (TV第2シリーズ)）（1977年）
  - 魯邦三世 PartIII（日语：ルパン三世 PartIII）（1984年）
- 其它
  - 神化嬌嬌女（1971年）
  - 月光假面 (1972年版)（1972年）
  - （1973年）
  - 哆啦A夢 (日本電視台版)（1973年）
  - UFO戰士阿波羅（1976年）
  - 無敵飛天俠（1976年）
  - 電磁超人飛金剛（1977年）
  - 超合體魔術機器人（1977年）
  - 女王陛下的小天使小偵探（日语：女王陛下のプティアンジェ）（1977年）
  - 哆啦A夢 (1979年朝日電視台版)（1979年－2005年）
  - 火鳥2772：愛的宇宙空間（1980年）
  - 福星小子（1981年）
  - 電腦戰士雷薩里昂（1984年）
  - 奇天烈大百科（1987年）
  - 黑色推銷員（1989年 - 1993年）
  - 湯瑪士小火車（1990年第1期～2005年第8期）
  - 宇宙小超人 3000萬光年尋找母親（日语：ウルトラマンキッズ 母をたずねて3000万光年）（1991年－1992年）
  - 櫻桃小丸子（1990年、1995年）[注 1]
  - 劍勇傳說YAIBA（1993年）
  - 電光超人古立特（1993年）
  - 超人力霸王迪卡（1996年－1997年）
  - 超人力霸王帝納（1997年－1998年）
  - 超人力霸王蓋亞（1998年－1999年）
  - 超人力霸王高斯（2001年－2002年）
  - 超人力霸王納克斯（2004年－2005年）
  - 超人力霸王馬克斯（2005年－2006年）
  - 超人力霸王梅比斯（2006年－2007年）
  - Happy！Crappie！（日语：ハッピー!クラッピー）（2006年－）
  - （2006年－）
  - 小職員週記（2007年）[注 2]
  - 電腦線圈（2007年）
  - 大怪獸格鬥 超銀河傳說 THE MOVIE（2009年）
  - （2012年－）
  - 司馬遼太郎短篇傑作選（日语：司馬遼太郎短篇傑作選）（2012年10月開播的第1期～2019年9月播畢的第7期）[注 3]
  - 豪華3鼎立！多美卡列車電影祭（日语：豪華3本立て!トミカ・プラレール映画まつり）（2013年）
  - （2014年）

## 遊戲製作合作作品
- 假面騎士系列
  - 假面騎士 巔峰英雄（2009年）
  - 假面騎士 巔峰英雄W（2009年）
  - 假面騎士 巔峰英雄 歐茲（2010年）
  - 假面騎士全集合 騎士世代（日语：オール仮面ライダー ライダージェネレーション）（2011年）
  - 假面騎士 巔峰英雄 FOURZE（2011年）
  - 假面騎士全集合 騎士世代2（2012年）
  - 假面騎士 超巔峰英雄（2012年）
  - 假面騎士 鬥騎大戰（日语：仮面ライダー バトライド・ウォー）（2013年）
  - 假面騎士 鬥騎大戰II（2014年）
  - 假面騎士召喚大戰！（日语：仮面ライダー サモンライド!）（2014年）
- 噬神者系列
  - 噬神者（2010年）
  - 噬神者 爆裂（2011年）
  - 噬神者2（2013年）
  - 噬神者2 狂怒解放（2015年）
- 超級機器人大戰系列
  - 超級機器人大戰OG SAGA 魔裝機神II REVELATION OF EVIL GOD（2012年）
  - 第2次超級機器人大戰OG（2012年）
  - 超級機器人大戰OG SAGA 魔裝機神III PRIDE OF JUSTICE（日语：スーパーロボット大戦OGサーガ 魔装機神III PRIDE OF JUSTICE）（2013年）
  - 超級機器人大戰OG INFINITE BATTLE（日语：スーパーロボット大戦OG INFINITE BATTLE）（2013年）
  - 超級機器人大戰OG 黑暗牢籠（2014年）
  - 超級機器人大戰OG SAGA 魔裝機神F COFFIN OF THE END（日语：スーパーロボット大戦OGサーガ 魔装機神F COFFIN OF THE END）（2014年）
  - 第3次超級機器人大戰Z 天獄篇（2015年）
  - 超級機器人大戰BX（2015年）
  - 超級機器人大戰OG THE MOON DWELLERS（2016年）
  - 超級機器人大戰V（2017年）
  - 超級機器人大戰X（2018年）
  - 超級機器人大戰T（2019年）
- 異域傳說系列
  - 異域傳說首部曲［權力意志］（2002年）
  - 異域傳說二部曲［善惡的彼岸］（日语：ゼノサーガ エピソードII［善悪の彼岸］）（2004年）
- 天外魔境系列
  - 天外魔境 ZIRIA（1989年）
  - 天外魔境II 卍MARU（1992年）
  - 天外魔境 風雲歌舞伎傳（日语：天外魔境 風雲カブキ伝）（1993年）
  - 天外魔境III NAMIDA（2005年）
- 任天堂作品
  - 星際火狐64（1997年）
  - 星際火狐 Assault（日语：スターフォックス アサルト）（2005年）
  - 任天堂明星大亂鬥X（2008年）
  - 新·光神話 帕爾提娜之鏡（2012年）
  - 任天堂明星大亂鬥3DS/Wii U（2014年）
  - 異域神劍X（2015年）
- 北斗神拳系列
  - 北斗神拳 世紀末救世主傳說（日语：北斗の拳 世紀末救世主伝説）（2000年）
  - 北斗無雙（2010年）
  - 北斗無雙 International（2010年）
  - 真·北斗無雙（2012年）
- 銀河少女警察系列
  - 銀河少女警察 Re-inforce
  - 銀河少女警察 The 3rd Planet
- 人中之龍系列
  - 人中之龍 登場！（2008年）
  - 人中之龍3（2009年）
  - 人中之龍4 傳說的繼承者（2010年）
  - 人中之龍 Of the End（2011年）
  - 人中之龍5 夢 實踐者（2012年）
  - 人中之龍 維新！（2014年）
- 其它
  - Star Parodier（日语：スターパロジャー）（1992年）
  - A級雷電戰士 誕生篇（日语：Aランクサンダー 誕生編）（1993年）
  - 輝水晶傳說Astal（日语：輝水晶伝説アスタル）（1995年）
  - （1997年）
  - 怪博士與機器娃娃 (1997年版)（1999年）
  - 新天魔界渾沌世代IV（2004年）
  - Another Century's Episode:R（2010年）
  - Another Century's Episode Portable（2011年）
  - 超級戰隊大戰群雄雲集（日语：スーパー戦隊バトル レンジャークロス）（2011年）
  - 數碼寶貝物語 網路偵探（2015年）
  - 動物朋友（2015年）
  - BLADE XLOAD（2019年）

## 音響製作作品
- 動物偵探奇魯米
- 異國迷宮的十字路口 The Animation
- 戰區88（電視版）
- 金色琴弦 ～primo passo～
- 金色琴弦 ～secondo passo～
- GOD EATER 宣傳動畫
- 戰場女武神
- 死亡筆記本（與Studio Don Juan共同）
- 秘密结社鹰之爪 Count Down（日语：秘密結社鷹の爪 カウントダウン）（與Studio Don Juan共同）
- 魔法使的條件 ～夏日天空～
- 動物朋友

### 青二企劃名義
- 宇宙小超人 3000萬光年尋找母親（日语：ウルトラマンキッズ 母をたずねて3000万光年）
- 搞怪刑事（日语：がきデカ）
- 卡式錄音帶文庫 GUNHED（日语：ガンヘッド）
- 奇天烈大百科
- CD廣播劇精選集 三國志（日语：CDドラマコレクションズ 三國志）
- 小小男子漢
- 侏羅紀足球傳說（日语：ドラゴンリーグ）
- 瑪丹娜（日语：マドンナ (漫画)）
- 幻影真帆（日语：まぼちゃん旅行記）
- BOYS BE…

## 企劃製作公演
- 青二Production30週年記念Voice to Festival2000
- Voice Fair2004
- Voice Fair2006
- Voice Fair2007
- Voice Fair2008

## 從青二製作獨立出去的演藝事務所
- Production baobab（1979年～現在）
- 銀Production（1997年～現在）
- 紅屋25時（日语：紅屋25時）（2000年～2002年）
- Office森（2002年～2018年）
- Axto Production（日语：アトゥプロダクション）（2004年～現在）

## 外部連結
- 株式會社青二Production公式官網 （页面存档备份，存于） （日語）
- 青二製作的X（前Twitter）  （日語）